# Aljaksandr Lissouski
Aljaksandr Lissouski (belarussisch Аляксандр Лісоўскі, russisch Александр Лисовский/Alexander Lissowski; * 13. November 1985) ist ein ehemaliger belarussischer Bahn- und Straßenradrennfahrer.

## Sportliche Laufbahn
Aljaksandr Lissouski wurde 2005 bei der Belarussischen Straßen-Meisterschaft in Hrodna Dritter im Einzelzeitfahren der U23-Klasse. Im Jahr darauf konnte er diese Platzierung erneut erzielen. 2008 gewann Lissouski bei den Bahnrad-Weltmeisterschaften im britischen Manchester die Goldmedaille im Scratch und holte er zudem die Bronzemedaille im Omnium.
2015 beendete er seine Radsportlaufbahn.

## Erfolge – Bahn
2008
- Weltmeister – Scratch

2010
- Belarussischer Meister – Scratch

2012
- Belarussischer Meister – Einerverfolgung
- Belarussischer Meister – Omnium

## Teams
- 2015 Minsk Cycling Club